# Omar Perry
Omar Perry (pravo ime Mark) [òmar pêri], jamajški reggae glasbenik in pevec, * 1968, Kingston, Jamajka.
Omar je sin Leeja »Scratcha« Perryja.

## Življenje in delo
V starosti 6-ih let sta Omar in njegova mlajša sestra Marsha posnela nekaj pesmi iz repertoarja svojega očeta, kot sta Thanks we get in Ram Goat Liver. V tem času je začel igrati bobne z največjimi umetniki reggae glasbe (Max Romeo, Junior Murvin, Bob Marley v spremstvu skupine The Wailers, ...).
Kot najstnik je zapustil šolo v 1980-ih letih in se pridružil skupini »The Upsetter Juniors« s svojim bratom Seanom in sestro Marsho. Ustvarjali so pod lastno založbo z istim imenom, občasno so odigrali nekaj koncertov, proizvedli nekaj domačih umetnikov in svojo edinstveno različico pesmi Vincenta Forda Positive Vibration. Ustvarjali so do leta 1990.
Nato je začel glasbeno pot kot zvočni inženir v studiu enega od njegovih prijateljev, opremljenih s 4 skladbami, preden se je sestal z Borisom Gardenerom, ki mu bo omogočil uporabo 8 skladb. Ta del poti je zaključil v studiu Juniorja Reida One Blood s 24 skladbami, kjer je delal z umetniki, kot so Tyrone Taylor, Big Youth, Terry Ganzie in Jah Mason.
Leta 1996 je Perry zapustil Jamajko in odletel v Afriko, kot je vedno sanjal. Čez štiri leta je postal veleposlanik reggaeja v Gambiji med DJ-animacijami na National Radio 1, v nekaterih klubih in skozi številne koncerte v številnih koncertih.
Perry deluje v DJ-selektorju in mikrofonu – najprej doseže živo stopnjo. Trenutno živi in dela v Belgiji, kjer redno deluje na festivalih in gledališčih po Evropi ali v prvem delu nastopa Sly & Robbieja, Mykala Roseja, Bujuja Bantona, Horacea Andyja in Altona Ellisa. Hkrati sodeluje tudi z nekaterimi uveljavljenimi imeni, kot so: Dreadzone, Mafia & Fluxy, Mad Professor, Ruff Cutt, snemana z glasbeniki – Ghetto Priest, Earl Sixteen, francoski skupini Dub Incorporation in K2R Riddim. Leta 2003 je Adrian Sherwood izdelal svojo prvi singl  Rasta Meditation.
Leta 2005 se je Perry ob obisku Horaceja Andyja srečal z umetniškim vodjo Guillaumemom »Stepperjem« Briardom. Sodelovali bodo pri pripravi prvega albuma, ki ga je ustvaril Dominique Misslin iz No Direction Home (Mano Negra, NTM, Lokua Kanza, Willy N'For, Ismael Isaac, Mory Kanté, Takfarinas, Earl Sixteen, Horace Andy, Ken Boothe). Istega leta je sodeloval v pesmi Achtah franskoske skupine Dub Incorporation. Konec leta 2007 je izdal album Man Free.
V 2007 je Perry izvedel evropsko turnejo, povezano z umetnikom Jahom Masonom. Njegove scenske predstave, verodostojne v sedanjosti, so soglasno priznali kritiki in javnost. Od leta 2008 je sodeloval na mnogih festivalih v Franciji in v Evropi, kot so Festival Paléo v Švici, Festival Dour v Belgiji, Festival Color Color v Belgiji. V letu 2011 je s skupino Dub Incorporation nastopal tudi v dvorani Zénith v Saint-Étienneu. Leta 2011 je izdal album The Journey. Album je izdal samo za digitalne platforme in na njem so sodelovali tudi Anthony B, Earl 16 in legenda Kiddus I.

## Diskografija
- 2007 – Man Free
- 2009 – Can't Stop Us
- 2011 – The Journey
- 2014 – Be Cool 2[2]